# As Your Friend
"As Your Friend" é uma canção do produtor e DJ holandês Afrojack, com participação do cantor estadunidense Chris Brown. A canção foi lançada em 13 de fevereiro de 2013. A canção foi escrita por Afrojack, Chris Brown, Clyde McKnight, DJ Buda e Polow Da Don, e foi produzido por Afrojack.

## Lista de faixas
1. "As Your Friend" – 4:00
2. "As Your Friend" (Radio Edit) – 3:46
3. "As Your Friend" (Leroy Styles & Afrojack Extended Mix) – 5:46
4. "As Your Friend" (Leroy Styles Remix) – 5:56
5. "As Your Friend" (Sidney Samson Remix) – 5:07
6. "As Your Friend" (Danny Howard Remix) – 5:22
7. "As Your Friend" (Nause Remix) – 5:37
8. "As Your Friend" (Nate Goldsmith Remix) – 4:11
9. "As Your Friend" (D-Wayne Remix) – 5:53
10. "As Your Friend" (Bobby Burns Remix) – 5:59

## Paradas e posições
| País/Parada (2013)                              | Melhor posição |
| ----------------------------------------------- | -------------- |
| Alemanha (Media Control Charts)                 | 67             |
| Bélgica (Ultratop 50 Flanders)                  | 5              |
| Bélgica (Ultratop 40 Valônia)                   | 3              |
| Brasil (Dance Club Play)                        | 3              |
| Escócia (Scottish Singles and Albums Charts)    | 14             |
| Estados Unidos (Dance/Electronic Songs)         | 8              |
| Estados Unidos (Dance/Electronic Digital Songs) | 8              |
| Estados Unidos (Dance/Mix Show Airplay)         | 8              |
| Estados Unidos (Hot 100)                        | 88             |
| Estados Unidos (Hot Dance Club Songs)           | 1              |
| Estados Unidos (Pop Songs)                      | 28             |
| França (SNEP)                                   | 44             |
| Irlanda (IRMA)                                  | 20             |
| Países Baixos (MegaCharts)                      | 40             |
| Reino Unido (UK R&B Chart)                      | 3              |
| Reino Unido (UK Singles Chart)                  | 21             |
| Chéquia (IFPI)                                  | 47             |